# Cotinga maculata
El cotinga maculado  (Cotinga maculata), también denominado cotinga franjeado, es una especie de ave paseriforme de la familia Cotingidae perteneciente al género Cotinga. Es endémico de la mata atlántica del este de Brasil.

## Distribución y hábitat
Se distribuye en una restringida zona del litoral centro oriental de Brasil, en el sur de Bahía y norte de Espírito Santo, con dos registros recientes en el extremo noreste de Minas Gerais (municipios de Santa Maria do Salto y Bandeira) y ninguno en Río de Janeiro desde el siglo XIX°.
Esta especie es considerada actualmente muy rara y local en su hábitat natural, el dosel y los bordes del bosque húmedo a menos de 200 m de altitud, donde la vegetación es más alta y más densa.

## Descripción
Mide 20 cm de longitud. Presenta el dorso de color azul cobalto azul; las partes inferiores de color púrpura oscuro con un collar azul cobalto en el pecho y la mayor parte de las plumas del ala superior y la cola, negras. La hembra tiene coloración parda negruzca con escamado blancuzco y presenta anillo ocular blanco.

## Estado de conservación
El cotinga maculado ha sido calificada como críticamente amenazado de extinción desde 2019, por la Unión Internacional para la Conservación de la Naturaleza (IUCN) debido a que su pequeña población total, estimada en 50 a 250 individuos maduros, se encuentra fragmentada y se sospecha estar en rápida decadencia debido a las altas tasas de deforestación y fragmentación de su hábitat preferencial.

## Alimentación
Se alimenta de frutos.

## Reproducción
Construye el nido con pedazos de ramas secas, en forma de cesta pequeña, en alguna horquilla de una rama de la copa de un árbol.

## Sistemática

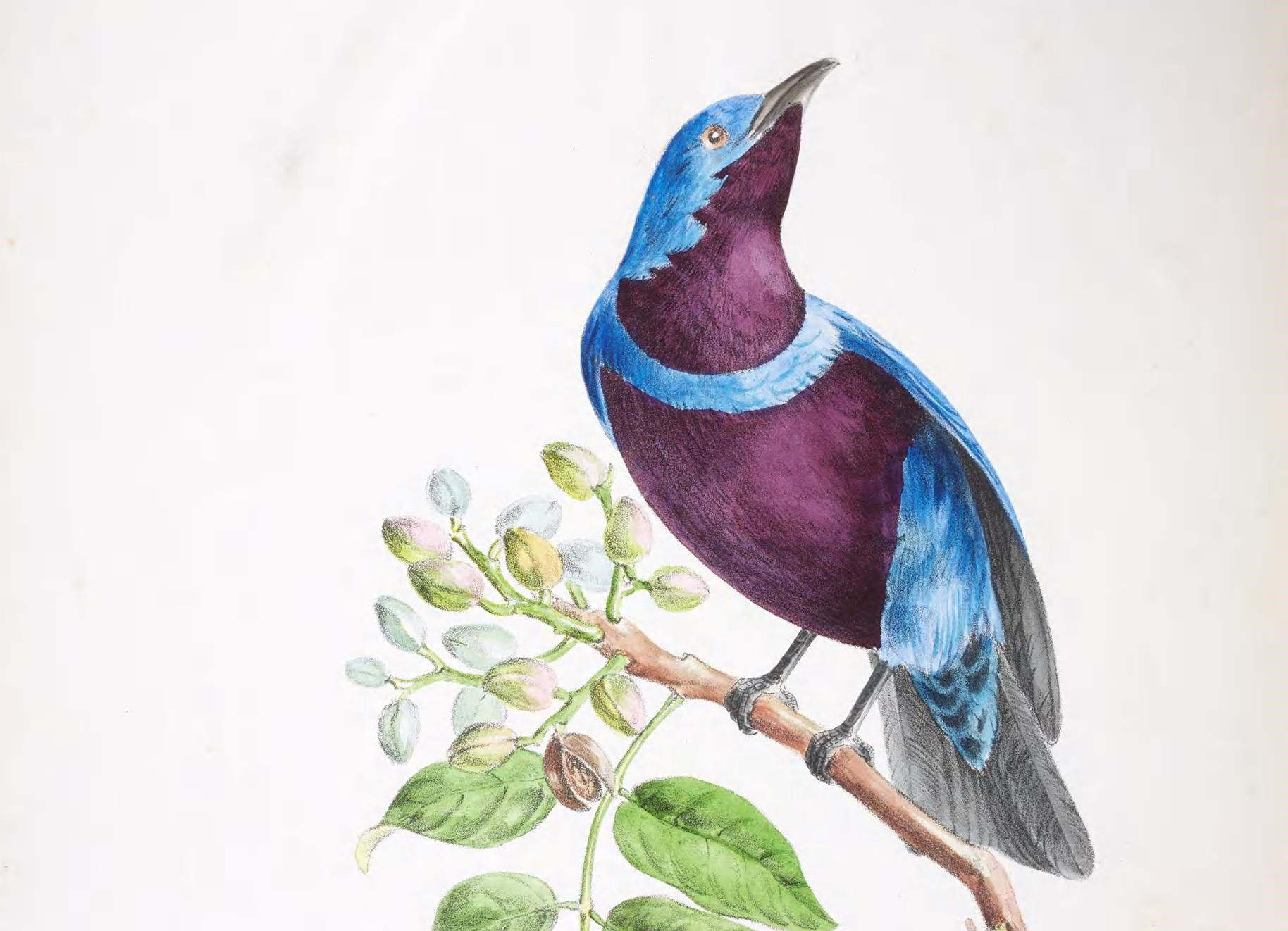
Cotinga maculata, ilustración de Jean-Theodore Descourtilz, en Oiseaux brillans du Brésil, 1834.

### Descripción original
La especie C. maculata fue descrita por primera vez por el naturalista alemán Philipp Ludwig Statius Müller en 1776 bajo el nombre científico Ampelis maculatus; su localidad tipo es: «Brasil, restringido posteriormente para Río de Janeiro».

### Etimología
El nombre genérico femenino «Cotinga» deriva del nombre de la especie tipo del género, Ampelis cotinga, cuyo nombre específico por su vez deriva del tupí «catingá» quer significa ‘ave colorida y brillante de la selva’; y el nombre de la especie «maculata», proviene del latín «maculatus» que significa ‘pintado’, ‘manchado’.

### Taxonomía
Es pariente próxima de Cotinga cotinga con quien ya se sugirió que fueran conespecíficas, pero las especies son totalmente alopátricas. Es monotípica.